# كأس أوكرانيا 2012–13
كأس أوكرانيا 2012–13 (بالأوكرانية: Кубок України з футболу 2012—2013)‏ هو الموسم 22 من  كأس أوكرانيا. أقيم خلال الفترة 25 يوليو 2012 وحتى 22 مايو 2013، وكان عدد الأندية المشاركة فيه  55، وفاز فيه نادي شاختار دونيتسك.